# Оправа объектива
Опра́ва объекти́ва — металлическая или пластмассовая трубчатая конструкция, в которой закреплены линзы в порядке, определённом оптической схемой объектива. Оправа делит систему линз на две группы: переднюю и заднюю, между которыми устанавливается механизм апертурной диафрагмы, а в некоторых случаях — апертурный затвор.
В состав оправы также включаются элементы конструкции, обеспечивающие наводку на резкость, управление диафрагмой и фокусным расстоянием, а также элементы крепления объектива к камере. Оправы современных объективов оснащаются электромеханическими приводами управления параметрами, микропроцессорами и цифровыми интерфейсами передачи данных. На оправе объектива обязательно наносится значение его фокусного расстояния или диапазона его изменения, светосила, а также торговые знаки и название. В СССР это регламентировалось нормалью НО 2963-59.

## Конструкция
Различают следующие типы оправ: нормальные, углублённые, с центральным затвором, с червячным ходом и сблокированные с дальномером. По конструкции оправы могут быть насыпными или свинчивающимися. Насыпная оправа состоит из цилиндра, в который вставляются линзы и распорные кольца, которые фиксируются снаружи упорной гайкой. В современных объективах часто используется комбинация насыпных блоков, свинчивающихся между собой при помощи резьбы.

### Крепление к камере
По способу крепления к корпусу прибора (фотоаппарата, кинокамеры, кинопроектора, диапроектора и т. д.) оправы делятся на резьбовые, адаптерные и байонетные — первые крепятся на фланце камеры заворачиванием по резьбе, вторые фиксируются при помощи стягивающего хомута, а третьи устанавливаются в байонет поворотом на небольшой угол.
В самых простых конструкциях объективы держатся только на трении. Передняя часть оправы снабжается резьбовым или байонетным креплением для светофильтров и светозащитных бленд.

### Механизм фокусировки
Червячный механизм, перемещающий часть линз или все линзы объектива вдоль оптической оси. Обычно состоит из одной или двух сопряжённых многозаходных ходовых резьб. Преобразует вращательное воздействие рук или механической передачи автоматики в поступательное движение линзового блока.
- При наличии единственной резьбы (объектив «Индустар-50-2», «Индустар-22» для «Зорких») конструкция объектива чрезвычайно проста и технологична, однако весь линзовый блок при фокусировке вращается. Это создаёт неудобства при использовании бленд, поляроидных и градиентных светофильтров.
- Две ходовые резьбы и промежуточные вращающиеся детали позволяют сделать линзовый блок невращающимся («Индустар-61», «Гелиос-44»). Дополнительно это упрощает механику привода прыгающей диафрагмы. Поэтому подавляющее большинство сменных фотографических объективов с фиксированным фокусным расстоянием имеет систему из двух ходовых резьб.

### Привод диафрагмы
Большинство съёмочных объективов оснащается механизмом ирисовой диафрагмы, хотя в некоторых случаях может использоваться револьверная конструкция. Чаще всего диафрагма управляется при помощи одного или двух колец. Последнее относится к разновидности, получившей название предварительной установки диафрагмы. В этом случае одним кольцом выбирается значение, до которого диафрагма будет закрыта в момент съёмки, а вторым осуществляется собственно закрывание. В объективах для зеркальных фотоаппаратов получил распространение механизм прыгающей диафрагмы, автоматически закрывающейся до рабочего значения только на момент съёмки. Привод и механизм такой диафрагмы являются составной частью оправы объектива. В наиболее современных фотосистемах используются электромеханические приводы прыгающей диафрагмы, закрывающиеся при помощи электромагнита.

### Механизм масштабирования (зум-объективы)
Перемещение линз в зум-объективах при фокусировке и при изменении фокусного расстояния происходит по некоторым, рассчитанным для каждой конкретной конструкции объектива сложным законам. Наиболее стандартной реализацией стали криволинейные пазы, штифты и ролики, по ним двигающиеся.

## Оправа объективов с управлением перспективой
Особенностью оправы таких объективов является возможность наклона оптической оси объектива и её сдвига относительно центра кадра. Как правило, для этого используются высокоточные микрометрические механизмы и направляющие с фиксаторами.